# Sergei Semjonowitsch Schachrai
Sergei Semjonowitsch Schachrai (russisch Сергей Семёнович Шахрай; * 28. Juni 1958 in Moskau) ist ein ehemaliger russischer Eiskunstläufer, der im Paarlauf für die Sowjetunion startete.
Schachrais Eiskunstlaufpartnerin war Marina Tscherkassowa. Trainiert wurde das Paar von Stanislaw Schuk. 
Schachrai war 18 und Tscherkassowa 12 Jahre alt, als sie zum ersten Mal miteinander liefen. Zwischen beiden bestand zu dieser Zeit ein Größenunterschied von 35 cm, da Tscherkassowa nur 1,38 m groß war.
Mit seiner 12-jährigen Partnerin gewann Schachrai bei seinem Europameisterschaftsdebüt 1977 in Helsinki die Bronzemedaille. Seine erste Weltmeisterschaft beendete das Paar im gleichen Jahr auf dem vierten Platz. Der enorme Größenunterschied bedingte Innovationen in Wurf- und Hebe-Elementen. Durch die Erleichterung dieser Elemente durch die physische Konstellation des Paares kam der Begriff vom „Wegwurfpaar“ auf. Daraufhin wurde das Reglement geändert und zu große Größenunterschiede zwischen den Partnern, die der physischen Harmonie entgegenstanden, mit Punktabzug bestraft.
1978 wurden Schachrai und Tscherkassowa in Abwesenheit von Irina Rodnina und Alexander Saizew zum ersten Mal sowjetische Meister und in Straßburg Vize-Europameister hinter ihren überragenden Landsleuten Rodnina und Saizew. Bei der Weltmeisterschaft verfehlten sie als Vierte wie schon im Vorjahr eine Medaille.
1979 nahmen Rodnina und Saizew aufgrund einer Babypause an keinen Wettbewerben teil. Somit verteidigten Schachrai und Tscherkassowa ihren nationalen Meistertitel und wurden in Zagreb Europameister. Bei der Weltmeisterschaft 1979 in Wien errangen sie mit Silber hinter den US-Amerikanern Tai Babilonia und Randy Gardner ihre erste Weltmeisterschaftsmedaille.
Bis 1980 war Marina Tscherkassowa 20 cm gewachsen. Diese Veränderung beeinflusste die technischen Elemente des Paares. Dennoch wurden sie nun eher als Paar wahrgenommen und 1980 wurde ihr erfolgreichstes Jahr. Sowohl bei der Europameisterschaft in Göteborg wie auch bei den Olympischen Spielen in Lake Placid gewannen sie die Silbermedaille hinter ihren zurückgekehrten Landsleuten Rodnina und Saizew. Als Rodnina aufgrund einer Verletzung die Weltmeisterschaft absagen musste, war in Dortmund der Weg frei für Schachrais und Tscherkassowas ersten und einzigen Weltmeisterschaftstitel.
Bis 1981 hatte Tscherkassowa so sehr an Größe und Gewicht zugelegt, dass Schachrai sie nicht mehr gut genug heben konnte. Ihre letzte Medaille gewann das Paar mit Bronze hinter Irina Worobjowa und Igor Lissowski sowie Tina Riegel und Andreas Nischwitz bei der Europameisterschaft 1981 in Innsbruck. Bei der Weltmeisterschaft reichte es nur noch zum vierten Platz. Schachrai und Tscherkassowa traten 1982 noch einmal bei den sowjetischen Meisterschaften an, konnten sich als Vierte hinter Worobjowa/Lissowski, Pestowa/Leonowitsch und Perschina/Akbarow aber nicht mehr für einen internationalen Wettbewerb qualifizieren. Daraufhin beendeten sie ihre Karriere.
Schachrai arbeitet als Eiskunstlauftrainer in Sydney, Australien. 

## Ergebnisse

### Paarlauf
(mit Marina Tscherkassowa)
| Wettbewerb / Jahr           | 1977 | 1978 | 1979 | 1980 | 1981 | 1982 |
| --------------------------- | ---- | ---- | ---- | ---- | ---- | ---- |
| Olympische Winterspiele     |      |      |      | 2.   |      |      |
| Weltmeisterschaften         | 4.   | 4.   | 2.   | 1.   | 4.   |      |
| Europameisterschaften       | 3.   | 2.   | 1.   | 2.   | 3.   |      |
| Sowjetische Meisterschaften | 3.   | 1.   | 1.   |      | 3.   | 4.   |